# Olympische Winterspiele 2022/Teilnehmer (Ecuador)
| Gelbes Symbol für Goldmedaillen mit stilisierten Olympischen Ringen | Graues Symbol für Silbermedaillen mit stilisierten Olympischen Ringen | Braundes Symbol für Bronzemedaillen mit stilisierten Olympischen Ringen |
| ------------------------------------------------------------------- | --------------------------------------------------------------------- | ----------------------------------------------------------------------- |
| —                                                                   | —                                                                     | —                                                                       |

Ecuador nahm bei den Olympischen Winterspielen 2022 in Peking nach den Spielen 2018 zum zweiten Mal in seiner Geschichte an Olympischen Winterspielen teil. Einzige Athletin der Delegation war die Skirennläuferin Sarah Escobar.

## Teilnehmer nach Sportarten

### Ski Alpin
| Athleten      | Wettbewerbe  | 1. Lauf     | 1. Lauf | 2. Lauf | 2. Lauf | Gesamt        | Gesamt        |
| Athleten      | Wettbewerbe  | Zeit        | Rang    | Zeit    | Rang    | Zeit          | Rang          |
| ------------- | ------------ | ----------- | ------- | ------- | ------- | ------------- | ------------- |
| Frauen        |              |             |         |         |         |               |               |
| Sarah Escobar | Riesenslalom | 1:21,26 min | 60      | DNF     | DNF     | ausgeschieden | ausgeschieden |